# I (film, 2016)
Pour les articles homonymes, voir I.
I (persan : من, romanisé : Man) est un film iranien de 2016 écrit et réalisé par Soheil Beiraghi. 
Il a été projeté pour la première fois au 34e Fajr Film Festival,,.